# جورج مارتن (لاعب كرة قدم أسترالية)
جورج مارتن (بالإنجليزية: George Martin)‏ هو لاعب كرة قدم أسترالية أسترالي، ولد في 27 يوليو 1883 في Gisborne, Victoria ‏ في أستراليا، وتوفي في 25 نوفمبر 1964 في Belmont, Victoria ‏ في أستراليا.

## وصلات خارجية
- جورج مارتن على موقع AustralianFootball.com (الإنجليزية)
- جورج مارتن على موقع AFLtables.com (الإنجليزية)